# Ghelman Lazăr
Ghelman Lazăr (n. 1887, Galați – d. 2 februarie 1976) (în unele documente apare, în mod eronat, ca Ghelman Leizer sau Gheorghe Lazăr) a fost un pictor român, tatăl sculptorului Dorio Lazăr (1922-2004).

## Biografie
Ghelman Lazăr a studiat la Academia de Artă din Carlottenburg (1905-1906), la Academia de Arte Frumoase din München (1906-1908), cu Haberman și Jank. De aici a trecut la Paris unde a frecventat Academia Julian (1913) și Ecole supérieure des beux-arts, atelierul lui F. Cormon.
În anul 1916, la începutul Primului Război Mondial, Lazăr Ghelman se afla la în Germania și, deoarece Germania se afla în război cu România și el era cetățean român, a fost ținut prizonier civil pe toată durata războiului, și a fost internat în lagărul dela Holzminden. A fost eliberat 1918, la terminarea războiului.
A călătorit mult, s-a făcut cunoscut prin participări la expoziții din Franța și Italia. Între 1920-1946 a expus la expozițiile Salonului oficial.
A fost un bun portretist menținându-se în limitele concepției clasice privind crearea portretului. Pe lângă multe chipuri feminine, a realizat și portretele unor importante personalități ale culturii și științei românești, între care actorii George Storin, Alexandru Giugaru, profesorii Constantin I. Parhon, Petre Constantinescu-Iași etc.

## Expoziții personale
Și-a deschis expoziții personale în București în 1963 (retrospectivă cu peste 60 de lucrări, găzduită în două din pavilioanele Parcului Herăstrău), în 1967 și în 1975.

## Donație
În anul 2004, Muzeul Național de Artă al României a primit donația Dorio Lazăr, din Germania, care cuprindea 21 de lucrări de pictură românească modernă, 65 de desene și șase gravuri realizate de pictorul Ghelman Lazăr, tatăl donatorului.